# 129149 Richwitherspoon
129149 Richwitherspoon è un asteroide della fascia principale. Scoperto nel 2005, presenta un'orbita caratterizzata da un semiasse maggiore pari a 2,6031837 UA e da un'eccentricità di 0,0596039, inclinata di 1,66395° rispetto all'eclittica.